# Шербур (футбольный клуб)
«Шербур» — французский футбольный клуб из города Шербур-Октевиль, в настоящий момент[какой?] выступает в Насьональ 3, пятом по силе дивизионе Франции. Клуб был основан в 1945 году, домашние матчи проводит на арене «Стад Морис-Постер», вмещающей 7000 зрителей. «Шербур» никогда ни принимал участие в Лиге 1, в Лиге 2 провёл с 1960 по 1967 годы семь сезонов, лучший результат 9-е место в сезоне 1966/67. Лучший результат клуба в Кубке Франции, выход в четвертьфинал в сезоне 1965/66.

## Достижения
- Победитель любительского чемпионата Франции: 2001/02.